# Sistema heretat
Un sistema heretat (o legacy system en anglès) és un maquinari, programari o objecte que continua utilitzant-se en una organització (militar, empresarial o de govern), tot i ser obsolet perquè és difícil de reemplaçar, malgrat la disponibilitat de sistemes més moderns.
Per exemple, els bancs i companyies d'assegurances que van informatitzar el seu processament de dades als anys 1970, tenen aplicacions que s'executen amb codi heretat, sovint en COBOL. Els riscos assumits per reescriure l'aplicació en un altre llenguatge i els costos inherents al canvi sovint impedeixen la modernització del sistema.
Un altre exemple és la continuada inversió econòmica, fabricació i l'ús d’armament que es veu superat al camp de batalla per sistemes més moderns i, sovint, més eficients, com ara els drons d'atac a tancs.

## Causes
Les empreses poden tenir raons serioses per a conservar un sistema heretat, per exemple:
- El sistema funciona de manera satisfactòria, i el seu propietari no veu cap raó de canviar-lo.
- Els costos per retreballar o reemplaçar el sistema serien prohibitius, perquè aquest és de talla gran, monolític, complex.
- Formar els usuaris al nou sistema demanaria molt temps i diners, això pel qual s'ha de comparar amb els beneficis de la substitució del sistema (poden ser nuls).
- El sistema requereix una alta disponibilitat i no pot ser interromput. A més, els costos per concebre un nou sistema fins al mateix nivell de disponibilitat serien elevats. Aquests sistemes controlen sectors crítics, tals com gestió bancària, reserves, control del trànsit aeri, distribució d'energia (xarxa elèctrica), centrals nuclears, instal·lacions de defensa militar, trànsit ferroviari, etc.
- El funcionament del sistema existent no és completament dominat. Tals situacions es poden produir quan els dissenyadors del sistema han deixat l'empresa i aquest no és completament documentat, o bé que la documentació ha estat perduda.

## Exemple de la NASA
La NASA continua utilitzant tecnologies dels anys 70. Els processos de validació són molt pesats i costosos. També la NASA s'ha vist obligada a comprar a eBay el 2002, microprocessadors 8086 per als sistemes de control de les llançadores espacials perquè ja no eren fabricats per Intel. Són ben coneguts dels desenvolupadors, i sent més gruixuts, resisteixen millor a la radiació que els microprocessadors més recents.
Un sistema heretat d'una enginyeria rigorosa es pot perpetuar amb un abast incommensurable. Les normes dels carretons romans són a l'origen de les dels trens i dels túnels ferroviaris, i han limitat la mida dels tancs auxiliars dels transbordadors que avituallen l'estació espacial internacional.

## Conseqüències
Els sistemes heretats són generalment considerats com problemàtiques per diferents raons:
- Manteniment complicat per una manca de documentació, de competències, de components (que falten).[5]
- Manteniment potencialment costós.
- Retards deguts a l'obsolescència del material.
- Ergonomia inferior a la dels sistemes moderns.
- Riscos d'avaria augmentats.
- Vulnerabilitats vinculades a l'absència de pedaç.[6]
- Manca d'escalabilitat.

## Solucions
El desenvolupament d'una nova interfície home-màquina generalment més ergonòmica pot ser una manera de millorar l'experiència de l'usuari, però no constitueix una solució real, no més que la virtualització de les màquines o de les aplicacions que permet més aviat conservar els sistemes heretats per descorrelació del maquinari o del sistema operatiu, oferint-los així una segona vida.
Cal preveure una separació progressiva dels sistemes heretats per un procés regular de segregació dels sistemes d'informació.